# 拉多斯拉夫·菲利波维奇
拉多斯拉夫·菲利波维奇（1997年8月19日—），塞尔维亚男子水球运动员。他曾代表塞尔维亚国家队参加2024年夏季奥林匹克运动会男子水球比赛，获得一枚金牌。